# Joseph Flamens
Joseph Flamens, né à Castelmayran (Tarn-et-Garonne) le 16 mars 1856 et mort le 9 janvier 1952, est un avocat et homme politique français, membre du parti radical et défenseur des idées républicaines. Il a été maire de Castelsarrasin deux décennies durant.

## Biographie
Joseph Flamens est né le 16 mars 1856 à Castelmayran, d'Arnaud Flamens, propriétaire, et de Jeanne Marie Decons.
Il fréquente l'école communale de Castelmayran puis, à partir de l'âge de huit ans, est pensionnaire au collège de Castelsarrasin. Bon élève, il obtient une bourse pour suivre des études classiques au lycée de Montauban,. Renvoyé du lycée pour rebellion, il entre dans une boîte à bachot à Toulouse.
Après le baccalauréat, il s'engage, le 18 février 1875, pour quatre ans (jusqu'au 19 août 1879) comme simple soldat, au 4e régiment de zouaves à Alger. Promu caporal, il est rétrogradé zouave de deuxième classe en 1878 « pour esprit d'indiscipline calculée »,.
Rentré au pays en 1879, il trouve un emploi de surnuméraire à la sous-préfecture de Castelsarrasin en 1880,,. Le 8 septembre 1883, il épouse une institutrice, Françoise Batilde Gondalma née à Castelsarrasin le 30 janvier 1865.
Ardent défenseur des idées républicaines, ses sentiments lui vaudront, en 1889, d'être relevé de ses fonctions, sanction également due à son lien de parenté avec Pierre Flamens, avocat, déporté après le coup d'État du 2 décembre 1851,.
Franc-maçon, il est initié à la loge « La Libre Pensée » à l'Orient de Castelsarrasin tout comme Pierre Flamens. Il rejoint toutefois en 1907 « La Parfaite Union » de Montauban.
En 1909, il entreprend des études d'avocat à l'âge de 52 ans. Il décroche sa licence en droit en 1911. Il devient avocat auprès du tribunal de Castelsarrasin de 1913 à 1920.
Joseph Flamens occupe par la suite le poste de secrétaire de mairie jusqu'en 1912, date à laquelle il est révoqué, ainsi que son adjoint, Pierre Carbone, par le maire en raison de leurs convictions jugées trop républicaines.
Membre du Cercle de Travail de Castelsarrasin, il est, en 1913, co-délégué du Tarn-et-Garonne au Congrès de Pau du parti radical.
Pendant la première Guerre mondiale, il perd dans les combats l'un de ses fils, saint-cyrien.
À la suite de leur révocation en 1912, Joseph Flamens et Pierre Carbone s'étaient pourvus en Conseil d'État. Celui-ci, en juin 1920, annule l'arrêté du maire en considérant que la révocation avait été prononcée pour des raisons étrangères au service. La ville est condamnée à payer des indemnités aux deux fonctionnaires. Un mois plus tôt (mai 1920), Joseph Flamens était parvenu, lors d'élections municipales, à imposer ses idées : élu conseiller municipal le 30 novembre 1919 puis devenu adjoint au maire le 10 décembre, il était devenu maire de Castelsarrasin le 12 mai 1920,,.
Le Bulletin du parti radical et radical-socialiste du 5 juillet 1922 le donne comme « président du Comité radical socialiste de Castelsarrasin ».
En 1930, il participe à une conférence sur les communes inondées de sa région.
Il nomme chef de corps des sapeurs-pompiers de Castelsarrasin, Albert Castanet, ingénieur, depuis 1937 responsable de la voirie à Castelsarrasin. Ce dernier marque de son empreinte la future compagnie Marceau-Faure, de 1938 à 1955.
Constamment réélu maire, il démissionne le 22 février 1941, refusant de prêter serment au maréchal Pétain et au régime de Vichy,.
La guerre finie, il est nommé, en 1944, maire de Castelsarrasin par le Gouvernement provisoire de la République française mais, se trouvant trop âgé (88 ans), il démissionne en 1945,.
« Figure emblématique du radicalisme castelsarrasinois », il décède le 9 janvier 1952.

## Décoration
Il est nommé officier de la Légion d'honneur le 28 juillet 1938,.

## Hommage
Son nom a été donné à une rue à Castelsarrasin.

## Publications
- Présentation de la ville de Castelsarrasin, in Le Tarn-et-Garonne (ouvrage collectif), numéro spécial de L'Orientation économique et financière illustrée, No 4 bis, 31 décembre 1932